# Tage Erlander
Tage Fritiof Erlander (13 de junio de 1901-21 de junio de 1985) fue un político sueco, líder del Partido Socialdemócrata Sueco y el primer ministro de Suecia de 1946 a 1969. 
Erlander es considerado el jefe de Gobierno con el mandato más largo de la historia de la democracia: 23 años.

## Biografía

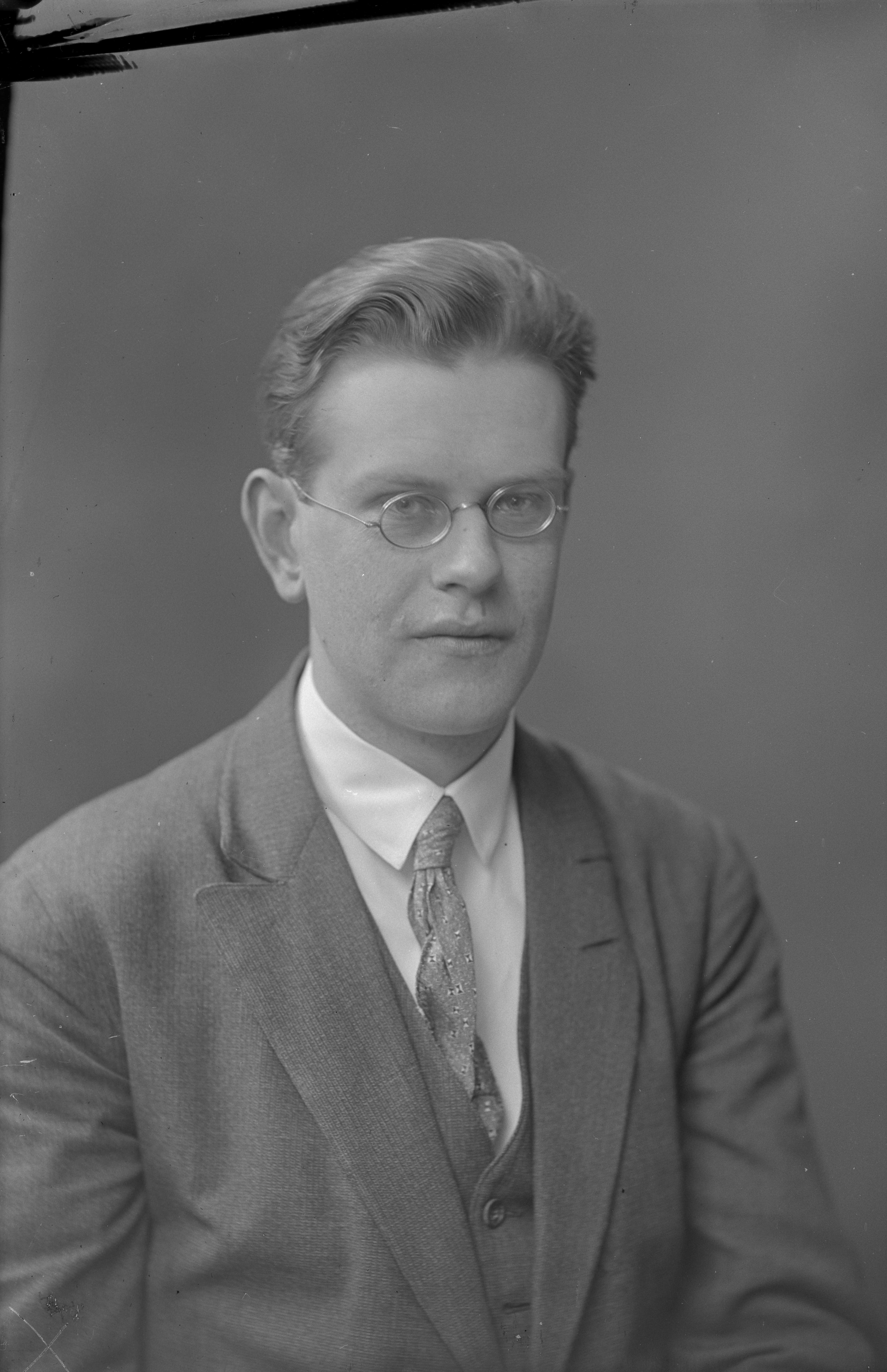
Erlander en abril de 1925

Nació el 13 de junio de 1901 en Ransäter, condado de Värmland, hijo del maestro de escuela Erik Gustaf Erlander (1859-1936) y de Alma Nilsson (1869-1961). Como estudiante en la Universidad de Lund participó activamente en la política y se reunió con muchos estudiantes radicales. Se graduó en Ciencias Políticas y Economía en 1928. Erlander fue miembro de la redacción de la enciclopedia Svensk Upplagsbok de 1929 a 1938. En 1930 se casó con Aina Andersson, que se convirtió en Aina Erlander.

## Carrera política
Tage Erlander fue elegido para el consejo municipal de Lund en 1930, pasó a ser miembro del parlamento en 1932, y se nombró como secretario de Estado en 1938. Al estallar la Segunda Guerra Mundial participó en la creación de "campos de internamiento" para detener a sospechosos de simpatías con la Alemania Nazi o la URSS. En 1944 se convirtió en un miembro del gabinete como ministro sin cartera, cargo que desempeñó hasta el año siguiente, cuando fue nombrado ministro de Educación. 

### Primer ministro (1946-1969)
En 1946, tras la muerte repentina del primer ministro Per Albin Hansson, inesperadamente Erlander fue elegido como el sucesor y también fue elegido como el líder del partido. Formó una coalición con el Partido del Centro entre 1951 y 1957 y la relación con el líder de su partido, Gunnar Hedlund es conocido por haber sido bastante buena pese a que Erlander casi siempre mantenía una minoría parlamentaria. 
Acuñó la frase "la fuerte sociedad", que describe una sociedad con un creciente sector público, el cuidado de la elevada demanda de muchos servicios que crea una sociedad próspera. De hecho, un rasgo de la gestión de Erlander fue el aumento del gasto público para sostener una amplia estructura de subsidios sociales por enfermedades, paternidad, desempleo, pensiones de jubilación, etc. 
El financiamiento de este sistema implicó un aumento notable del impuesto sobre la renta en Suecia desde 1947 hasta 1969, lo cual motivó un incremento de los fondos estatales y tornó a Suecia en uno de los países con mayor presión tributaria del mundo, lo cual sirvió para preservar el estado de bienestar como elemento característico de la sociedad sueca. Los beneficios obtenidos por los votantes motivaron que, pese a no siempre tener mayoría en el Parlamento Sueco, Erlander mantuviera el cargo de primer ministro de modo casi ininterrumpido por 23 años continuos.
Pese a su creencia sincera en la necesidad de mantener el estado de bienestar, Erlander rehusó ejecutar un plan de nacionalizaciones de industrias o servicios, considerando preciso que el sector privado fuese el principal soporte de la economía nacional sueca, para lo cual se otorgaron beneficios a las empresas de capital sueco y se auspició agresivamente el comercio exterior para conseguir una balanza comercial lo más favorable posible. 
Como una forma de estímulo económico, y también para sostener una política exterior de firme neutralidad, Erlander dispuso un incremento continuo del gasto militar sueco, al punto que ya a fines de la década de 1960 Suecia poseía unas fuerzas armadas bastante poderosas en comparación a su población (que no pasaba de ocho millones de individuos) aunque sin invertir en armamento nuclear. De hecho, Suecia firmó el Tratado de No Proliferación Nuclear en 1968.
Esta política no solo generó crecimiento económico gracias a la industria armamentística sino que además aseguró la neutralidad como base de las relaciones exteriores de Suecia: bajo Erlander el país rechazó unirse a la OTAN pese a que sus vecinos Noruega y Dinamarca ya lo habían hecho, y también rehusó ofertas del gobierno soviético para suscribir pactos de asistencia bélica (como los suscritos entre Finlandia y la URSS).

### Fin de su mandato
Erlander dimitió en 1969 a pesar de que su gobierno de coalición retuvo la mayoría parlamentaria, y fue sucedido por Olof Palme, que en muchos aspectos fue discípulo de Erlander. De 1972 a 1982 publicó sus memorias en seis volúmenes ganando mayor fama dentro de su país. Murió el 21 de junio de 1985 en Estocolmo por una enfermedad cardíaca.